# Танкус, Соломон Натанович
Соломон Натанович Танкус (? —  25 сентября 1919, Москва) — слушатель Коммунистического университета имени Я. М. Свердлова. Погиб в результате теракта и похоронен на Красной площади в Москве.

## Биография
Был старостой в одной из групп курсантов. Хороший оратор, усердно занимавшийся наукой; в будущем обещал стать ценным партийным работником.
На 26 сентября 1919 года Московский комитет РКП(б) объявил митинг по районам на тему «Деникинский шпионаж и защита Советской России». Для обсуждения тезисов речей и ознакомления с материалами Танкус был приглашён 25 сентября в горком партии в Леонтьевском переулке.
Танкус стал одним из погибших при взрыве, организованном в этот день анархистами в здании Московского комитета РКП(б).
Похоронен у Кремлёвской стены.

## Семья

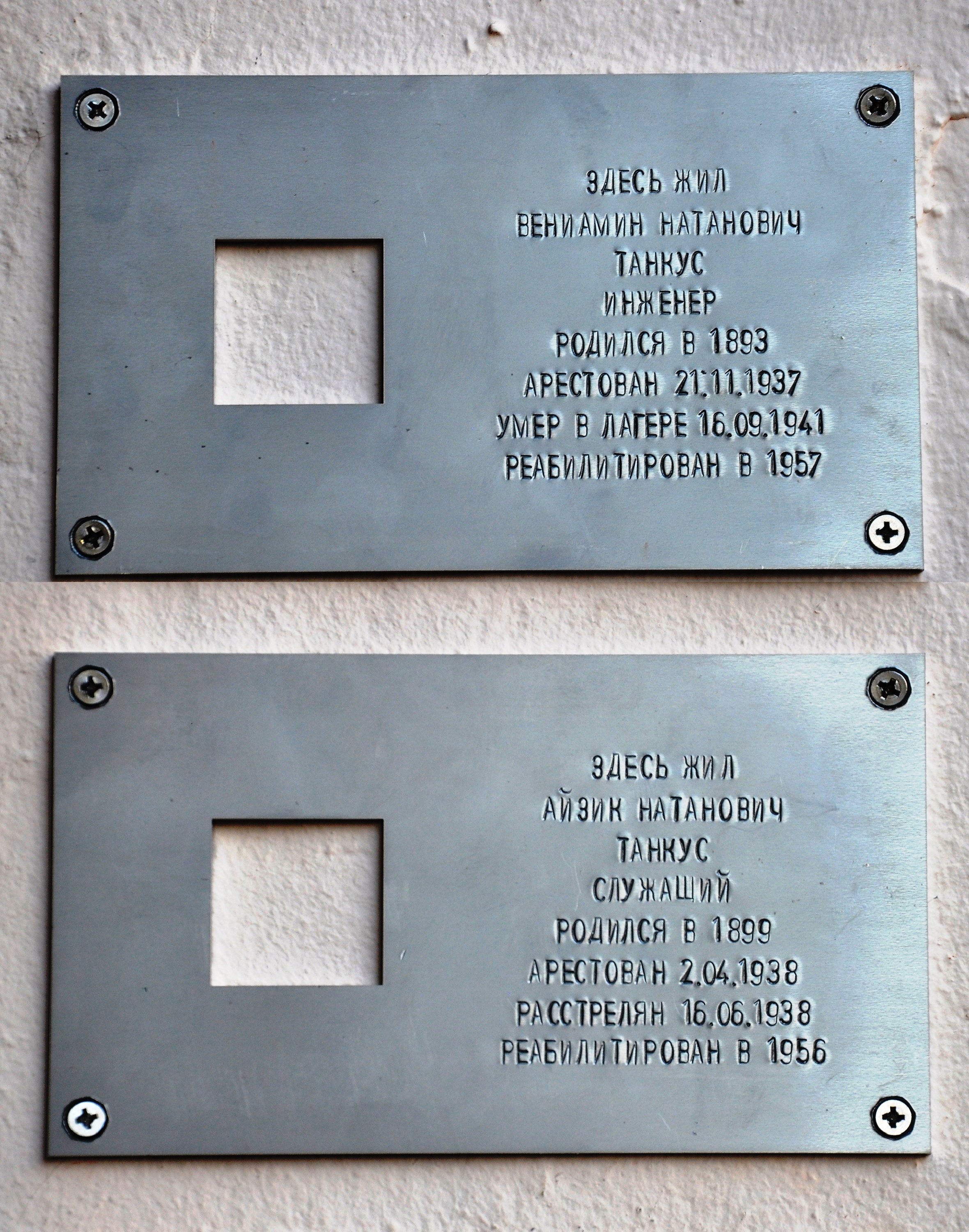
Братья Танкуса были репрессированы в 1937—1938 году